# Spilosoma howqua
Spilosoma howqua är en fjärilsart som beskrevs av Moore 1877. Spilosoma howqua ingår i släktet Spilosoma och familjen björnspinnare. Inga underarter finns listade i Catalogue of Life.